# Elpidio Villaverde
Pour les articles homonymes, voir Villaverde.
Elpidio Villaverde Rey, né à la Vilagarcía de Arousa en 1887 et mort à Buenos Aires en 1962, est un homme politique et chef d'entreprise espagnol, exilé en Argentine durant la dictature franquiste.

## Biographie
Militant de l'ORGA, il est élu en 1936 député de Pontevedra de la Gauche Républicaine.
Il doit s'exiler en France pendant la Guerre d'Espagne, et fait partie du Voyage de l'exil républicain sur le Massilia (1939), parti de La Rochelle jusqu'à Buenos Aires pendant la Seconde Guerre mondiale.

## Postérité
- Une rue de Vilagarcía de Arousa, commune dont il fut maire, porte son nom en sa mémoire[4].